# Håmansmaren (nedre)
Håmansmaren är en sjö i Gävle kommun i Gästrikland och ingår i Hamrångeån-Testeboåns kustområde. Sjön har en area på 0,00423 kvadratkilometer och ligger 2,7 meter över havet.
Håmansmaren ligger i Håmansmaren Natura 2000-område.

## Delavrinningsområde
Håmansmaren ingår i det delavrinningsområde (673969-158128) som SMHI kallar för Utloppet av
Håmansmaren 1. Medelhöjden är 11 meter över havet och ytan är 0,36 kvadratkilometer. Räknas de 4 avrinningsområdena uppströms in blir den ackumulerade arean 1,08 kvadratkilometer. Avrinningsområdets utflöde mynnar i havet. Avrinningsområdet består mestadels av skog (100 procent).